# NGC 4731
NGC 4731 (również PGC 43507 lub UGCA 302) – galaktyka spiralna z poprzeczką (SBc/P), znajdująca się w gwiazdozbiorze Panny w odległości około 65 milionów lat świetlnych od Ziemi. Została odkryta 25 kwietnia 1784 roku przez Williama Herschela.
NGC 4731 należy do Gromady galaktyk w Pannie. Jej szerokie ramiona spiralne zostały zakłócone przez oddziaływanie pobliskiej galaktyki eliptycznej NGC 4697. Wzdłuż ramion spiralnych posiada ona liczne, młode gromady gwiazd. Galaktyka NGC 4731 ma ponad 100 000 lat świetlnych średnicy.